# Bléharies
Bléharies (en picard et en wallon : Blari) est une section de la commune belge de Brunehaut, située en Wallonie picarde et en Flandre romane dans la province de Hainaut.
C'était une commune à part entière avant la fusion des communes de 1977.

## Évolution démographique
- Sources : INS, Rem. : 1831 jusqu'en 1970 = recensements, 1976 = nombre d'habitants au 31 décembre.

## Patrimoine et culture

### Monuments
Elle possède un parc comportant des arbres plusieurs fois centenaires, un port fluvial et l'église Saint-Aybert, construite par l'architecte Henri Lacoste.

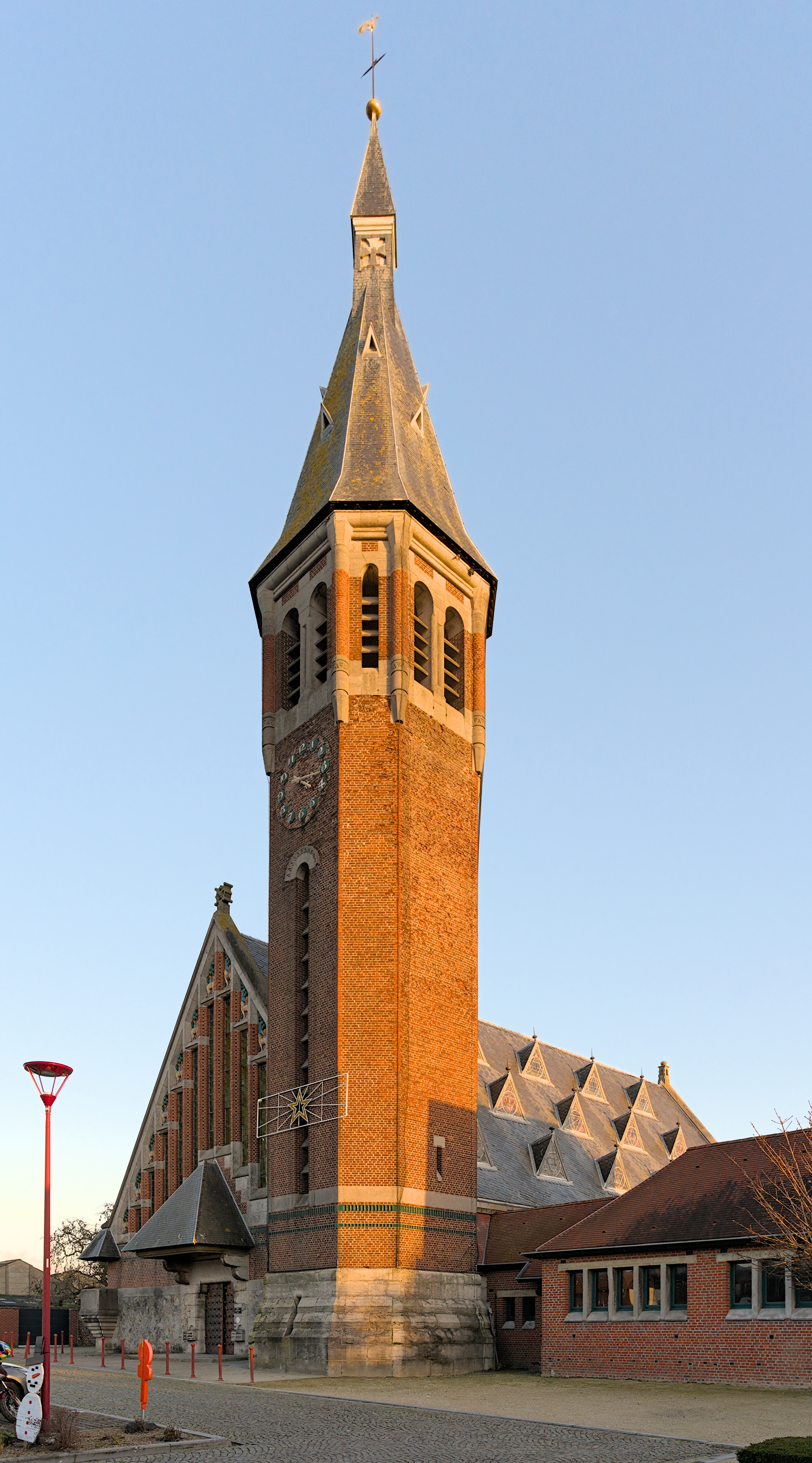
L'église Saint-Aybert (1924-1926).
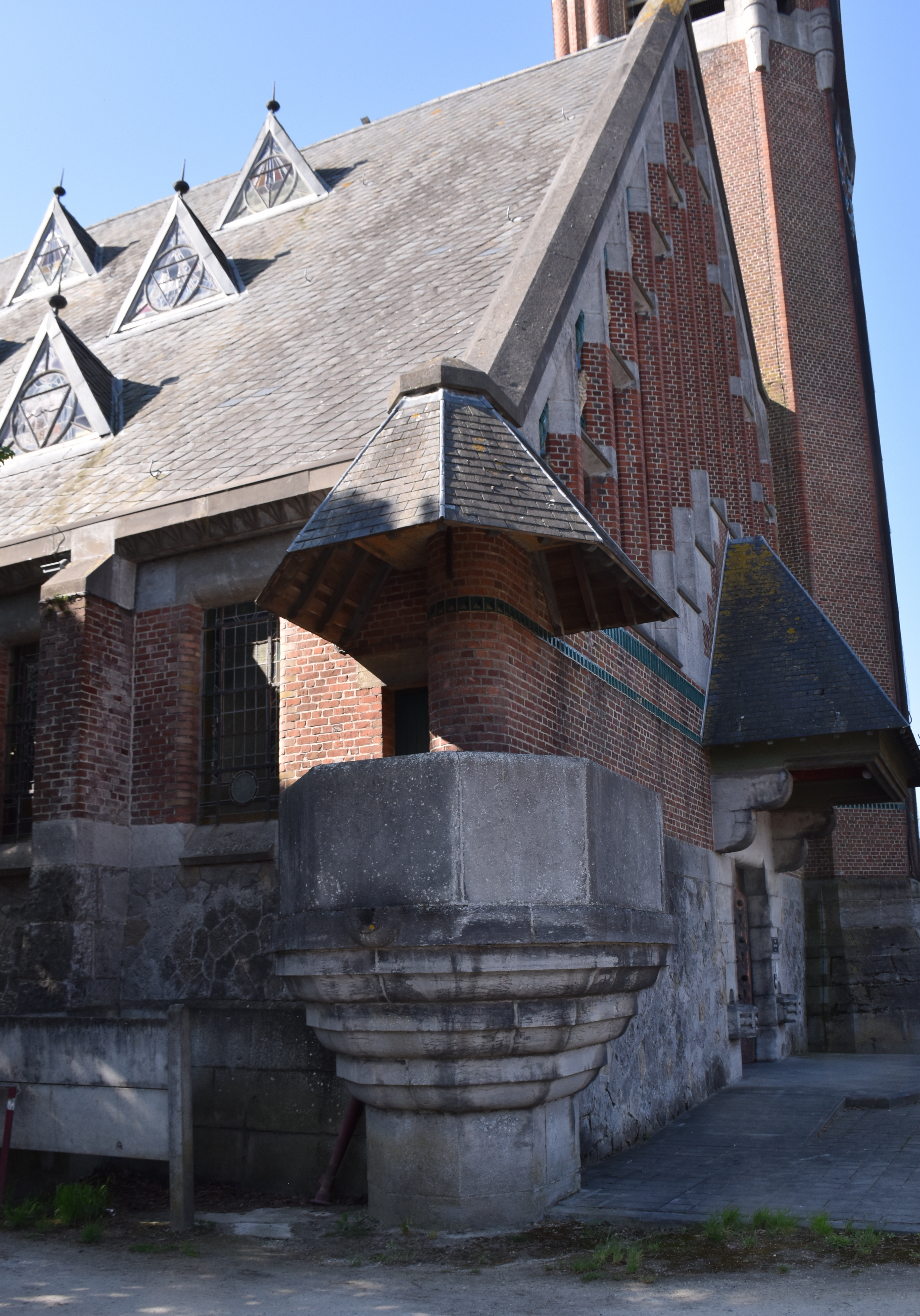
La chaire extérieure.
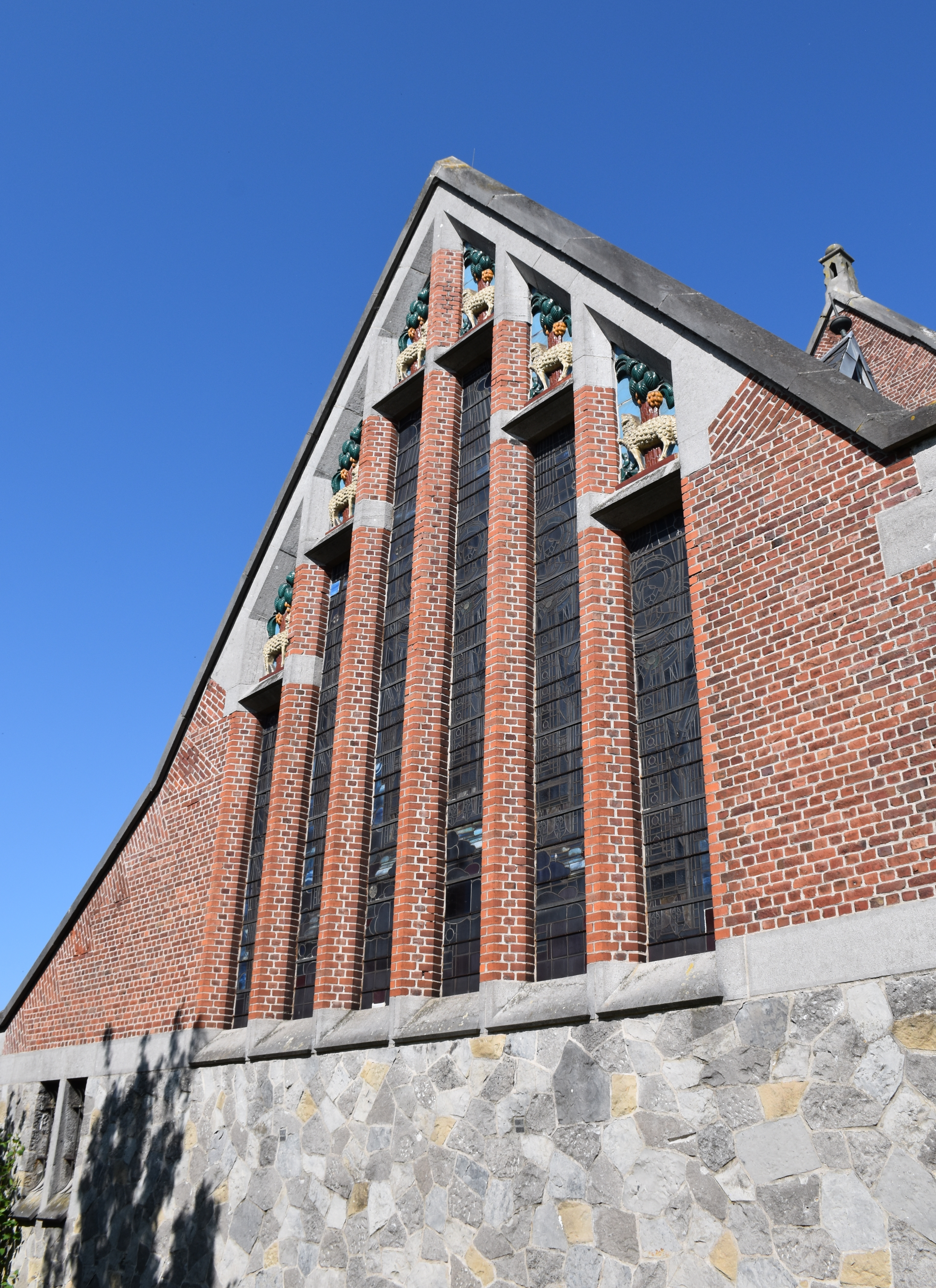
Vue du chevet.
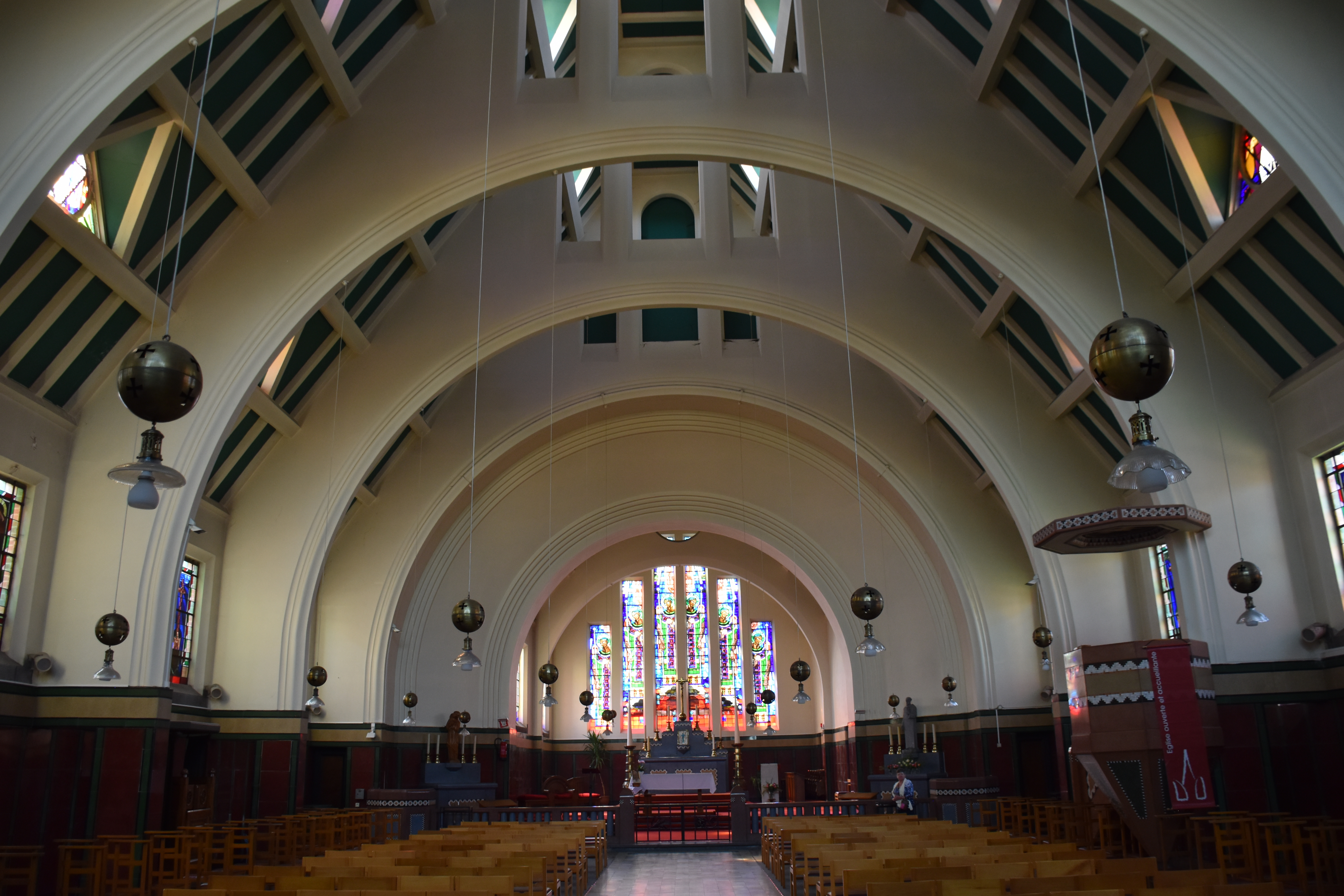
La nef.
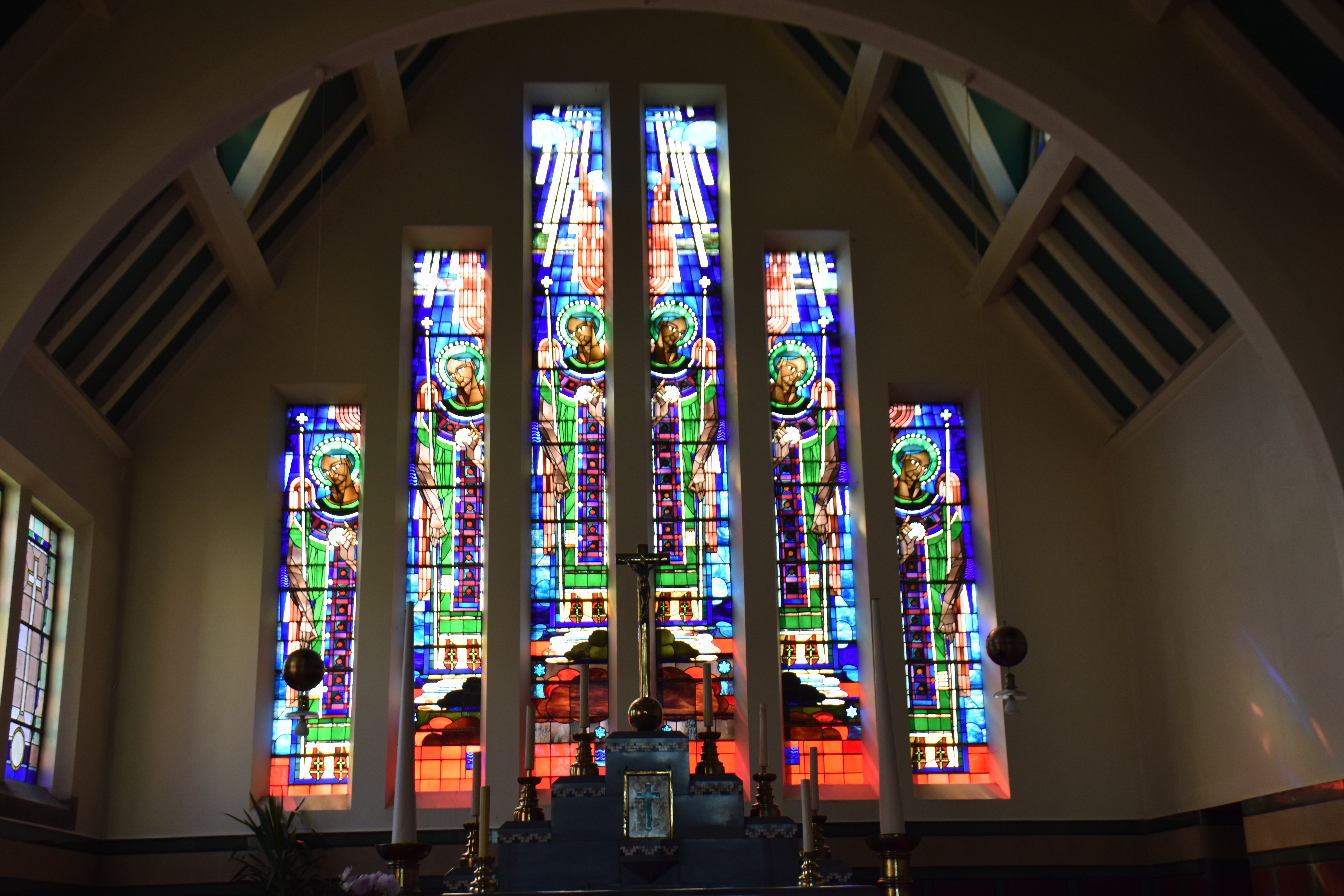
Les vitraux du chevet.
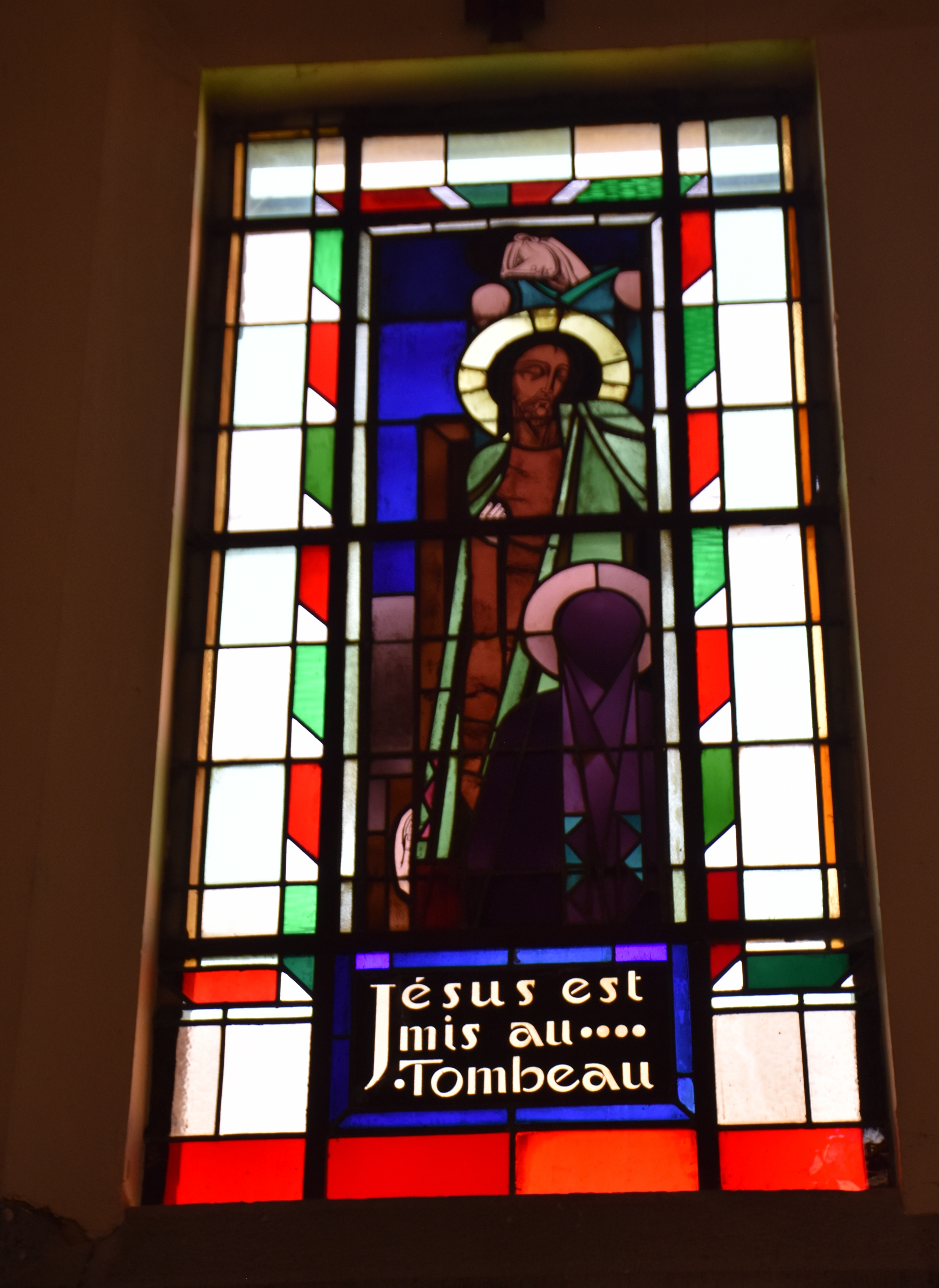
Chemin de croix - 14è station.